# Corpo morto (alpinismo)

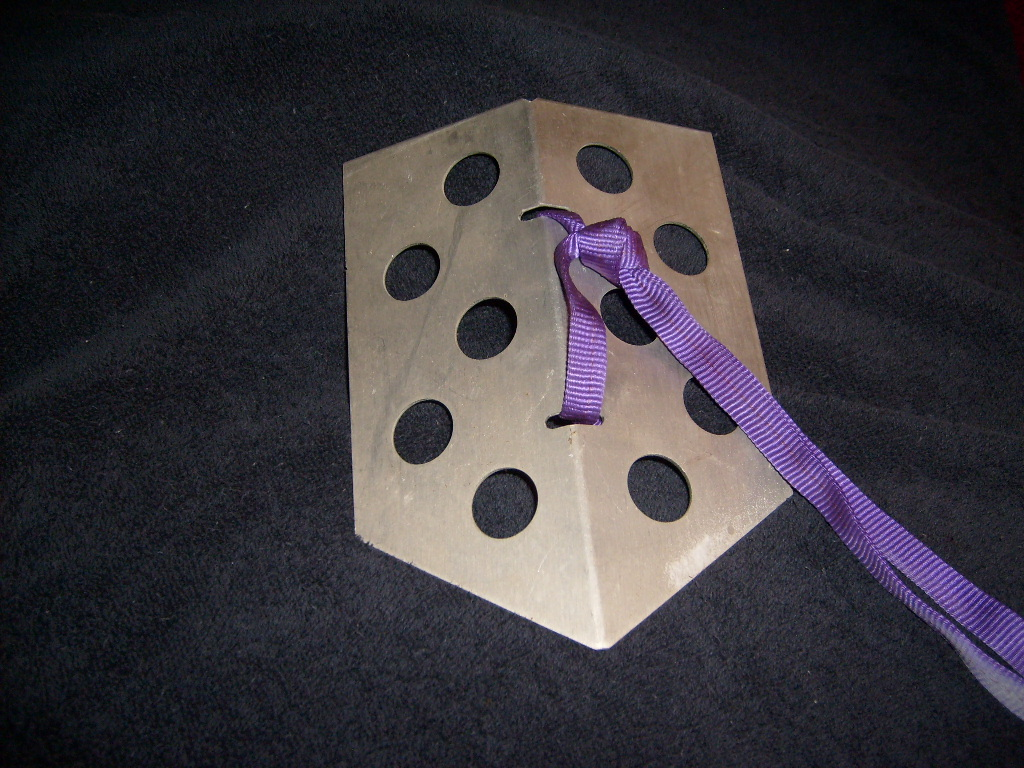
Un corpo morto con fettuccia

Per corpomorto si intende un attrezzo simile alla pala di un badile senza il manico, ma con dei fori necessari per farci passare un cordino o una fettuccia.
Si utilizzano oggetti, in genere di lega leggera, e di diversa superficie frenante, a seconda della consistenza dello strato nevoso presente. Attualmente vengono forniti direttamente muniti di cavetti metallici (analogamente ai nut), per velocizzare le operazioni di assicurazione.
Il corpo morto viene normalmente utilizzato come ancoraggio da "affondare" nella neve nel caso in cui non sia possibile utilizzare altre protezioni. Un esempio di utilizzo potrebbe essere quello su pendii o canaloni di neve, nei quali a volte, per l'inconsistenza del substrato, non è possibile ancorarsi tramite chiodi da roccia e da ghiaccio.